# Bommanaykanahalli, Krishnarajpet
Bommanaykanahalli là một làng thuộc tehsil Krishnarajpet, huyện Mandya, bang Karnataka, Ấn Độ.